# Зажупанье
Зажупанье — деревня в Старопольском сельском поселении Сланцевского района Ленинградской области.

## История
Впервые упоминается в писцовых книгах Шелонской пятины 1571 года, как деревня Зажупанье в Бельском погосте Новгородского уезда.
Затем, деревня упоминалась в Бельском погосте Новгородского уезда по переписи 1710 года:

За Федотом Сампсоновым сыном Быковым по скаске ево.
Усадище Зажупанье, а в том усадище двор ево помещицкой, а в нем живет он, Федот Быков, а отроду ему сорок лет, у него жена Марья Романова дочь тритцати пяти лет, у него, Федота, сын Фома дву лет. Да во дворе у него, Федота, дворовой человек Матвей Максимов тритцати лет, у него жена Пелагея дватцати лет, у него сын Яков дву лет.
Да в том же усадище двор помещицкой брата ево, Петра Быкова, а в том дворе живет он, Петр, отроду ему тритцать лет, у него, Петра, мать вдова Федосья штидесяти лет, у него брат Трофим двенатцати лет.
Итого в том усадище помещицких 2 двора. В них дворян и детей их мужеска полу 4 человека, в том числе в лета: до 5 – 1, до 15 – 1, до 30 – 1, до 40 – 1. Женска полу 2 человека, в том числе в лета: до 40 – 1, до 60 – 1. В том же усадище дворовых людей мужеска полу 2 человека, в том числе в лета: до 5 – 1, до 30 – 1. Женска полу до 20 один.

Позднее, под названием Зажупаны она была обозначена на карте Санкт-Петербургской губернии Ф. Ф. Шуберта 1834 года.

ЗАЖУПАНЬЕ 1-Е — деревня принадлежит её величеству, число жителей по ревизии: 58 м. п., 49 ж. п.

ЗАЖУПАНЬЕ 2-Е — деревня принадлежит Ведомству государственных имуществ, число жителей по ревизии: 13 м. п., 10 ж. п. (1838 год)

ЗАЖУПАНЬЕ — деревня Гдовского её величества имения, по просёлочной дороге, число дворов — 15, число душ — 46 м. п. (1856 год)

ЗАЖУПАНЬЕ — деревня удельная при реке Долгой, число дворов — 11, число жителей: 63 м. п., 56 ж. п. (1862 год) 

В XIX — начале XX века деревня административно относилась к Старопольской волости 2-го земского участка 1-го стана Гдовского уезда Санкт-Петербургской губернии.
Согласно Памятной книжке Санкт-Петербургской губернии 1905 года деревня образовывала Зажупанское сельское общество.
С 1917 года деревня находилась в составе Старопольской волости Гдовского уезда.

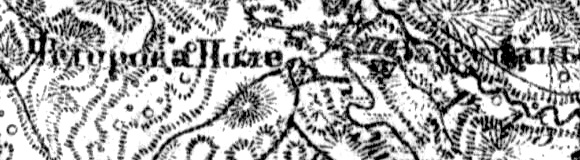
Деревня Зажупанье на карте 1919 года

С 1922 года, в составе Зажупанского сельсовета Доложской волости.
С февраля 1927 года, в составе Выскатской волости.
С августа 1927 года, в составе Рудненского района.
С 1928 года, в составе Столбовского сельсовета. В 1928 году население деревни составляло 107 человек.
По данным 1933 года село Зажупанье входило в состав Столбовского сельсовета Рудненского района. С июля 1933 года, в составе Осьминского района.
С 1 августа 1941 года по 31 января 1944 года, германская оккупация.
С 1961 года, в составе Заручьевского сельсовета Сланцевского района.
С 1963 года, в составе Кингисеппского района.
По состоянию на 1 августа 1965 года деревня Зажупанье входила в состав Заручьевского сельсовета Кингисеппского района. С ноября 1965 года, вновь в составе Сланцевского района. В 1965 году население деревни составляло 7 человек.
По данным 1973 года деревня Зажупанье входила в состав Заручьевского сельсовета.
По данным 1990 года деревня Зажупанье входила в состав Старопольского сельсовета.
В 1997 году в деревне Зажупанье Старопольской волости проживал 1 человек, в 2002 году также 1 человек (русский).
В 2007 году в деревне Зажупанье Старопольского СП проживал 1 человек, в 2010 году — 3 человека.

## География
Деревня расположена в юго-восточной части района на автодороге 41К-163 (Менюши — Заручье — Каменец).
Расстояние до административного центра поселения — 17 км.
Расстояние до ближайшей железнодорожной платформы Сланцы — 50 км.
Через деревню протекает река Зажупанка, левый приток реки Долгая.

## Демография
| 1862 | 2007 | 2010 | 2017 |
| ---- | ---- | ---- | ---- |
| 119  | ↘1   | ↗3   | ↗4   |